# دائرة بيلي آنس

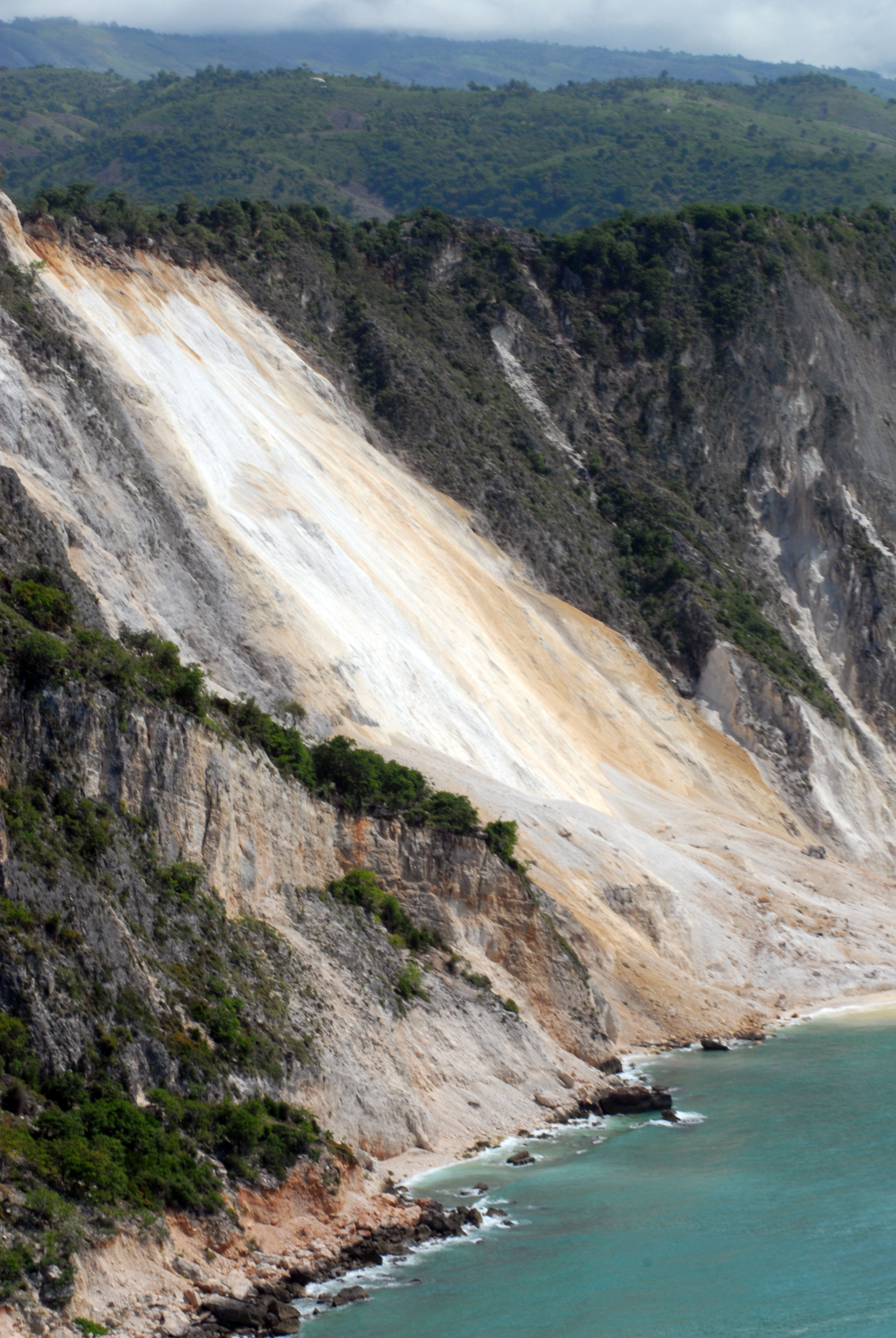
منظر جوي لانهيار أرضي ناجم عن إعصار

دائرة بيلي آنس هي إحدى الدوائر الثلاث في الإدارة الجنوب شرقية في هايتي، يبلغ عدد سكانها 107,446 في إحصائيات أغسطس 2003، تتبعها أربعة بلديات، ورمزها البريدي يبدأ بالرقم 93.